# レッティ・アロンソン
レッティ・アロンソン（Letty Aronson, 出生名: エレン・レッティ・コニグズバーグ、Ellen Letty Konigsberg, 1943年11月20日 - ）は、アメリカ合衆国の映画プロデューサーである。俳優・脚本家・映画監督として知られるウディ・アレンの妹であり、彼の作品をプロデュースしている。

## 人物
2009年1月、『それでも恋するバルセロナ』（2008年）の製作によりゴールデングローブ賞作品賞（ミュージカル・コメディ部門）を受賞した。他に『マッチポイント』（2005年）でもノミネート経験がある。
2012年1月、『ミッドナイト・イン・パリ』（2011年）の製作によりアカデミー作品賞にノミネートされた。

## フィルモグラフィ
- ブロードウェイと銃弾 Bullets Over Broadway (1994) 共同製作総指揮
- 誘惑のアフロディーテ Mighty Aphrodite (1995) 共同製作総指揮
- 地球は女で回ってる Deconstructing Harry (1997) 共同製作総指揮
- セレブリティ Celebrity (1998) 共同製作総指揮
- スコルピオンの恋まじない The Curse of the Jade Scorpion (2001) 製作
- さよなら、さよならハリウッド Hollywood Ending (2002) 製作
- 僕のニューヨークライフ Anything Else (2003) 製作
- メリンダとメリンダ Melinda and Melinda (2004) 製作
- マッチポイント Match Point (2005) 製作
- タロットカード殺人事件 Scoop (2006) 製作
- ウディ・アレンの夢と犯罪 Cassandra's Dream (2007) 製作
- それでも恋するバルセロナ Vicky Cristina Barcelona (2008) 製作
- 人生万歳! Whatever Works (2009) 製作
- 恋のロンドン狂騒曲 You Will Meet a Tall Dark Stranger (2010) 製作
- ミッドナイト・イン・パリ Midnight in Paris (2011) 製作
- ローマでアモーレ To Rome with Love (2012) 製作
- ブルージャスミン Blue Jasmine (2013) 製作
- マジック・イン・ムーンライト Magic in the Moonlight (2014) 製作
- 教授のおかしな妄想殺人 Irrational Man (2015) 製作
- カフェ・ソサエティ Café Society （2016）製作
- 女と男の観覧車 Wonder Wheel （2017）製作
- サン・セバスチャンへ、ようこそ Rifkin's Festival （2020）製作